# John Chase
John Pierce Chase (Milton, 12 giugno 1906 – Marblehead, 1º aprile 1994) è stato un hockeista su ghiaccio statunitense.

## Palmarès

### Olimpiadi invernali
- Argento a Lake Placid 1932 nell'hockey su ghiaccio.